# Избыток массы
Избы́ток ма́ссы Δ(A, Z) нуклида AZ — разность между действительной массой M нуклида и его массовым числом A, умноженным на атомную единицу массы: Δ = M − A × а.е.м. Таким образом, избыток массы является выражением энергии связи ядра по отношению к энергии связи углерода-12, который определяет атомную единицу массы. В таблицах масс атомов обычно указывается избыток массы вместо абсолютного значения массы (последнее легко подсчитать, зная избыток массы: M = A × а.е.м. + Δ). Масса атомного ядра хорошо аппроксимируется (разница менее 0,1% для большинства нуклидов) его массовым числом, что указывает на то, что основная часть массы ядра возникает из массы составляющих его протонов и нейтронов.  Если избыток массы отрицательный, то у данного ядра энергия связи больше, чем у 12С, и наоборот. По определению, избыток массы у 12С тождественно равен нулю. Если избыток массы ядра больше, чем у ядра с таким же массовым числом, но отличающимся зарядом, оно может испытывать радиоактивный бета-распад с выделением энергии Q, равной разности избытков масс этих ядер. Если ядро испытывает радиоактивный распад с вылетом нуклонов или других ядер (альфа-распад; спонтанное деление; кластерный распад; нейтронный, двухнейтронный, протонный или двухпротонный распад), энергетический эффект Q такого распада равен разности избытка масс начального ядра и избытков масс всех ядер и/или нуклонов в конечном состоянии. Любой спонтанный распад ядра возможен лишь в случае, если энергетический эффект Q распада положителен; иными словами, должно выполняться неравенство
{\displaystyle \Delta ({\text{нач.}})>\sum \Delta ({\text{кон.}}),}
т.е. избыток масс в начальном состоянии должен превышать сумму избытков масс в конечном состоянии. 
Например, согласно таблицам Atomic Mass Evaluation-2020, избыток массы скандия-47 Δ(47
21Sc) = −44 336,8 кэВ, титана-47 — Δ(47
22Ti) = −44 937,6 кэВ. Ядра имеют одинаковое массовое число A = 47, но заряд ядра (т.е. количество протонов) у 47Ti на единицу больше. Поскольку Δ(47
21Sc) > Δ(47
22Ti), скандий-47 может испытывать спонтанный бета-распад, превращаясь в титан-47 (и испуская электрон и антинейтрино); при этом выделяется энергия Qβ = Δ(47
21Sc) − Δ(47
22Ti) = 600,8 кэВ.
Избыток массы урана-238 составляет Δ(238
92U) = +47 307,7 кэВ, тория-234 — Δ(234
90Th) = +40 613,0 кэВ, альфа-частицы (ядра гелия-4) — Δ(4
2He) = +2424,9 кэВ. Возможен (и действительно наблюдается) альфа-распад 238
92U → 234
90Th + 4
2He + Qα, поскольку энергетический выход такого распада 
Qα = Δ(238
92U) − Δ(234
90Th) − Δ(4
2He) = 4269,8 кэВ
положителен.
Те же энергетические выходы были бы получены, если вместо избытков масс использовать действительные массы нуклидов. В самом деле, пересчёт сводился бы к добавлению в левой и правой частях уравнения величины ΣAi × а.е.м., выраженной в энергетических единицах (вследствие закона сохранения барионного числа все ядерные реакции и радиоактивные распады идут таким образом, что сумма массовых чисел Ai, равная количеству нуклонов, сохраняется). Однако использование избытков масс вместо действительных масс нуклидов удобнее, поскольку по абсолютной величине избытки масс меньше масс на много порядков.
Избытки масс обычно выражаются в атомных единицах массы или в энергетических единицах (кэВах, МэВах). Используется пересчётный коэффициент 1 а.е.м. = 931,494 102 42(28) МэВ/с2. Избыток массы положителен у лёгких ядер, отрицателен у ядер со средними массами и снова становится положительным, начиная с A > 200. Самое лёгкое ядро с отрицательным избытком массы — кислород-16. Самый большой по абсолютной величине отрицательный избыток массы — у олова-118 (Δ = −91 652,8 кэВ).
Избыток массы возбуждённого состояния ядра (например, ядерного изомера) превышает избыток массы основного состояния на энергию возбуждения.
Избыток массы отличается от дефекта массы ядра (разницей между суммой масс составляющих ядро нуклонов в свободном состоянии и массой ядра как связанной системы). Дефект массы является более общим понятием, которое может применяться к любым связанным системам; с точностью до знака дефект массы (в энергетических единицах) равен энергии связи системы. В то же время избыток массы является скорее технической величиной, применяемой для удобства расчётов ядерных реакций и радиоактивных распадов. Следует отметить, что в терминологии, принятой некоторыми авторами, термин «дефект массы» применяют как синоним избытка массы.
Энергия связи ядра, имеющего атомный номер (число протонов) Z и число нейтронов N = A − Z, может быть вычислена из избытка масс Δ(A, Z) следующим образом:
{\displaystyle W(A,Z)=Z\Delta _{\textrm {H}}+N\Delta _{n}-\Delta (A,Z),}
где {\displaystyle \Delta _{\textrm {H}}=} 7288,971 064(13) кэВ — избыток массы атома водорода 1H,
{\displaystyle \Delta _{n}=} 8071,318 06(44) кэВ — избыток массы нейтрона.